# Golden Sun: The Lost Age
Golden Sun: The Lost Age (яп. 黄金の太陽 失われし時代 О:гон но Тайё: Усинаварэси Токи) — вторая ролевая игра в серии Golden Sun, разработанная компанией Camelot Software Planning и изданная Nintendo. Игра была выпущена в апреле 2003 года для приставки Game Boy Advance. Она является прямым продолжением Golden Sun. Игроки имеют возможность перенести данные о персонажах и предметах из предыдущей игры при помощи системы паролей или через Game Link Cable. В этом случае игрок поощряется за прохождение обеих игр.
Игрок выступает в роли способного к магии «Адепта» по имени Феликс. Он и его союзники ищут способ вернуть магическую Алхимию в мир Вейард. В своих приключениях герои сражаются с монстрами, открывают новые места, помогают местному населению, а также находят Джиннов, дающих прибавку к их силе.
После выпуска игра Golden Sun: The Lost Age была в целом благоприятно воспринята критиками, хотя во многих публикациях отмечалось, что игра не настолько хороша, как предыдущая Golden Sun. Тем не менее, IGN назвал Golden Sun: The Lost Age восьмой лучшей игрой для Game Boy Advance 2003 года и 22-й лучшей игрой GBA всех времён. Всего было продано более 680 000 копий.

## Геймплей
Геймплей игры схож с предшествующей игрой Golden Sun. Под контролем игрока находится группа героев, которые путешествуют по фэнтезийному миру, взаимодействуют с другими персонажами, сражаются с монстрами, приобретают новые заклинания и экипировку. Игра имеет линейный сюжет, но в то же время игроку даётся возможность выборочно выполнить некоторые побочные задания.
Большинство игрового времени проходит в боях, которые начинаются на карте мира или в подземельях, пещерах и других местностях. В отличие от предыдущей игры, где игрок исследовал игровой мир, передвигаясь преимущественно по суше, в Golden Sun: The Lost Age игроку даётся под управление магический корабль, на котором он посещает континенты и острова, что занимает большую часть игрового времени. Игроку предстоит решать различные головоломки, к которым относятся, например, передвижение каменных столбов на нужные позиции для создания пути через пропасть, подъём и спуск по ступенькам на скалах. Игрок также должен искать предметы, необходимые для дальнейшего продвижения по сюжету, к которым обычно относятся артефакты, дающие обладателю возможность пользоваться псинергией (форма магии в игре). Без них (а, следовательно, и без определённой псинергии) часто невозможно пройти в нужное место.
Во многих ролевых играх формы магии обычно подразделяются на атакующую и вспомогательную. В Golden Sun: The Lost Age заклинания псинергии активно используются также и при решении головоломок в подземельях и исследовании территорий. Некоторые виды псинергии доступны для использования только в бою, а некоторые, наоборот, могут использоваться только вне его. В игре также присутствуют заклинания, которые имеют множественное использование; например, заклинание Frost наносит врагу повреждения в бою, а также замораживает водяные лужи, превращая их в ледяные столбы, которые можно использовать, как переправу. Псинергия основана на четырёх элементах, которыми являются: Венера (управление землёй и растениями), Марс (управление огнём и жаром), Юпитер (управление ветром и электричеством) и Меркурий (управление водой и льдом). Совершенствуя мастерство персонажей в процессе игры, а также собирая магические предметы, игрок получает новую, более сильную псинергию. Игрок со временем может вернуться в предыдущую локацию и решить головоломку, которая требовала использования определённого заклинания.

## Боевая система
В игре происходят случайные встречи с монстрами, а также бои с боссами. Когда бой начинается, появляется специальный боевой экран, где персонажи игрока стоят лицом к противникам. Во время боя происходит вращение экрана, что создаёт иллюзию 3D-эффекта.
Геймплей в отношении боевой системы схож с традиционными ролевыми видеоиграми. В бою перед игроком стоит задача уничтожить всех противников, для чего он может использовать оружие, атакующие заклинания псинергии и наносящие урон предметы. При этом он должен следить, чтобы персонажи остались в живых, периодически пополняя их очки жизни и используя защитную псинергию. Если во время боя все персонажи погибнут, игра закончится, и команда перенесётся в последний посещённый город, потеряв деньги. При успешном завершении боя игрок получает очки опыта, деньги и, иногда, полезные предметы.
В дополнение к основному сюжету здесь присутствует состязательный боевой режим, доступный из главного меню. Здесь игроки могут формировать собственные команды из предыдущих сохранённых игр и сражаться к компьютерными противниками (уровень сложности которых постоянно увеличивается), или участвовать в поединках между собой, чтобы узнать, какая команда сильнее. Однако в этом режиме игроки не получают ни опыта, ни денег.

### Джинны
Одной из основных особенностей игры Golden Sun: The Lost Age является возможность поиска и управления магическими Джиннами («Джинни»). Они могут быть найдены в различных местах мира. Для каждого из четырёх элементов существует по 11 Джиннов, которые могут быть отданы любому из персонажей. Джинны формируют базовые характеристики героев и определяют, какую псинергию они могут использовать. Присоединение различных Джиннов к персонажу определяет его класс, псинергию, которая ему доступна, а также увеличивает максимальные очки жизни, очки псинергии и другие характеристики.
Джинн, находясь в распоряжении персонажа, может находиться в режиме готовности («Set»), режиме ожидания («Standby») или режиме восстановления («Recovery»). Находясь в режиме готовности, Джинн оказывает непосредственное влияние на класс персонажа, его характеристики и псинергию (которая зависит как от Джинна, так и от элемента самого персонажа). В бою игрок может управлять Джинном. Каждый Джинн имеет свою особую способность, которая применяется в бою: атака элементом, наложение/снятие заклинания, исцеление и другие эффекты. После единичного использования Джинн переходит в режим ожидания, в котором он перестаёт оказывать влияние на персонажа, но может быть использован для вызова могущественных стихийных существ. После вызова существа Джинн переходит в режим восстановления, который длится несколько ходов, и затем он снова становится доступен в бою. Всего в игре Golden Sun: The Lost Age можно вызвать 29 существ; 16 из тех, что были в предыдущей игре, и 13 новых, для вызова которых игроку сначала нужно найти специальные таблички, находящиеся в подземельях.
Всего в игре 72 Джинна, которые могут быть вольно распределены между восемью персонажами, предоставляя им широкий спектр классов и различных боевых приёмов.

## Сюжет

### Сеттинг
Действие игры разворачивается в мире под названием Вейард («Weyard»), устройство которого основано на концепции плоской земли; это большой мир, имеющий форму неровной окружности, чьи океаны переливаются от границы в бесконечную бездну, и никому не известно, что находится за ней. Ближе к концу игры на крайнем севере Вейарда появляется большая чёрная дыра. Игроку предстоит посетить континенты, острова и океаны, включая Ангару и Гондован — два больших континента, где происходило действие предыдущей игры. Вся материя мира состоит из некоторой комбинации четырёх базовых элементов: Венеры, Марса, Юпитера и Меркурия. Эти элементы подвластны Адептам, одними из которых являются главные герои.

### Персонажи
Значительную часть игры команда игрока состоит из четырёх персонажей:
- Феликс — восемнадцатилетний Адепт Венеры из деревни Вейл («Vale»), являющийся протагонистом, хотя он был антигероем в Golden Sun[16]. Во время игры он не разговаривает, единственные его реплики: "...", "!" и "Почему?".
- Дженна — семнадцатилетняя Адепт Марса, младшая сестра Феликса.
- Шеба — четырнадцатилетняя Адепт Юпитера[16].
- Пирс — загадочный Адепт Меркурия. У него есть корабль, на котором герои впоследствии отправляются в плавание[16].

Также вместе с командой путешествует престарелый и мудрый учёный Краден, который ранее вместе с Дженной и Шебой был взят Феликсом в заложники. Теперь, когда игрок берёт на себя роль Феликса, он должен завершить дело Сатуроса и Менарди — возвратить Алхимию в Вейард.
Феликса по-прежнему преследуют герои из первой игры Golden Sun под предводительством Исаака, молодого Адепта Венеры, который и ранее следовал за ним по всему миру и пытался остановить, считая, что Алхимия является потенциально разрушительной силой и способна уничтожить Вейард. Алекс, бывший компаньон Сатуроса, присоединяется к паре могущественных Адептов Марса, которых зовут Карст и Агатио. Вместе они следят за Феликсом, надеясь, что ему удастся завершить задуманное и вернуть Алхимию.

### Сюжет
Игра продолжает сюжет предыдущей Golden Sun. Сатурос и Менарди пали в битве против Исаака и его друзей, но всё же успели осветить два Маяка Стихий из четырёх. И теперь Феликс, бывший товарищ Сатуроса, самостоятельно отправляется в путешествие, чтобы завершить начатое им дело и осветить два оставшихся маяка, что в конечном счёте приведёт к возвращению могущественной Алхимии в Вейард. Бороздя океаны со своим новым другом Пирсом, Феликс посещает различные уголки мира, но отряд Исаака всё ещё преследует его.
Во время странствий команде Феликса удаётся попасть в Лемурию («Lemuria»), легендарный и изолированный от внешнего мира морской город. Они добиваются в встречи с королём Лемурии Гидросом и от него узнают об истинной природе Алхимии; оказывается, что она всегда была источником жизненной силы Вейарда, и её отсутствие привело к территориальном уменьшению континентов и полному исчезновению в бездне некоторых частей света. Убедившись в том, что возвращение Алхимии необходимо для спасения мира, Феликс предлагает отправиться к Маяку Юпитера и осветить его. Но туда же приходит команда Исаака и попадает в ловушку, подготовленную Карст и Агатио, желающими отомстить за гибель Сатуроса и Менарди. Появившийся здесь Феликс помогает Исааку победить противников.
Феликсу наконец-то удаётся объяснить Исааку, что освобождение Алхимии необходимо для спасения мира, и что Сатурос и Менарди пытались этого достичь только ради того, чтобы спасти свой родной город Прокс, находящийся на севере Вейарда близ Маяка Марса. Герои объединяют свои усилия, и теперь единая команда из 8 человек отправляется в путь, чтобы зажечь Маяк Марса. Когда они достигают вершины маяка, перед ними появляется Мудрец, который когда-то поручил Исааку предотвратить распечатывание Алхимии. Он предупреждает, что человечество может очень легко разрушить Вейард, если получит в распоряжение столь могущественную силу. Исаак настаивает на том, что печать нужно сломать, Мудрец в ответ на это призывает гигантского трехглавого дракона, и герои вступают в последнюю битву.
Победив дракона, Адепты видят, что Мудрецом в это чудовище были превращены родители Исаака и Феликса. Они некоторое время пребывают в скорби, они всё же решаются зажечь маяк. Все четыре башни теперь освещены и испускают свою энергию к святилищу Горы Алеф («Mt. Aleph»), где уже находится Алекс. Он желает заполучить огромную силу, исходящую от порождения Алхимии — света Золотого Солнца. Но к сожалению для него гора разрушается и уходит под землю, когда он всё ещё стоит на вершине. Между тем Адепты видят, что их родители были воскрешены с возвращением Алхимии, как Мудрец первоначально и планировал. Герои узнают правду — Мудрец затеял эту жестокую игру для того, чтобы проверить их силу как Адептов, и узнать, способны ли они взять на себя великую ответственность — стать гарантом того, что возрождённая заново Алхимия не приведёт к злоупотреблению ей жителями Вейарда, как это случилось в древние времена. Игра заканчивается, когда Адепты и их родители возвращаются в родную деревню Вейл и видят, что она была разрушена энергией, истекшей от разрушения печати Алхимии, однако все жители уцелели, ведь Мудрец предупредил их о надвигающейся опасности.

## Разработка
Впервые о предстоящей игре Golden Sun: The Lost Age было упомянуто в начале 2002 года, когда в журнале Famitsu был опубликован обзор игры. Игра была одной из наиболее ожидаемых; в 2003 году она заняла место в списке самых ожидаемых игр для Game Boy Advance по версии IGN. Играбельная североамериканская версия игры была впервые продемонстрирована на выставке Electronic Entertainment Expo-2002. Сайтом IGN было отмечено наличие открывающей темы игры, что, по мнению обозревателей, является преимуществом по сравнению с Golden Sun, где персонажи в основном раскрывались в процессе прохождения. В феврале 2003 года сайт GameSpot в обзоре локализованной версии отметил, что игра, основанная на том же движке, что и предыдущая, имеет «хорошо детализованное окружение и некоторые особенности, например, летящую птицу в начальной заставке».

## Отзывы и критика
| Сводный рейтинг    | Сводный рейтинг   |
| Агрегатор          | Оценка            |
| ------------------ | ----------------- |
| GameRankings       | 87,21 %           |
| Metacritic         | 86 % (29 Reviews) |
| Иноязычные издания |                   |
| Издание            | Оценка            |
| EGM                | 8,2/10            |
| GameSpot           | 8,6/10            |
| GameSpy            | 86/100            |
| IGN                | 9/10              |

Игра получила в основном положительные отзывы, однако мнения критиков разделились относительно того, насколько игра лучше своей предшественницы Golden Sun. На сайте Metacritic игра получила 86 % рейтинга, (Golden Sun получила 91 %), а на GameRankings — 87 % (Golden Sun получила 90 %). Сайт IGN поставил игре 78 баллов из 100. Журналом Nintendo Power игра была названа 69-й лучшей игрой от Nintendo.
IGN дал игре Golden Sun: The Lost Age высокие оценки, отметив, что хотя игра и не является продолжением в традиционном понимании этого слова, это не умаляет её достоинств. Отмечая наличие тех же игровых механизмов, что и в оригинальной Golden Sun, сайтом приветствовалось добавление в игру многих сложных головоломок. Впоследствии, в апреле 2003 года, Golden Sun: The Lost Age стала «игрой месяца» по версии IGN. Шейн Беттенхаузен из журнала Electronic Gaming Monthly высказал мнение, что хотя игра и «не порадует игрока чем-то оригинальным в силу своей схожести с приквелом, она значительно расширена в сравнении с ним, что не может вызывать нареканий». В остальных рецензиях отмечались графика и звук, как наиболее отличительные черты игры.
Некоторые публикации содержали критические отзывы, которые имели место и по отношению к предыдущей игре. Критике подвергалась боевая система, в частности сайты IGN и GamePro отмечали отсутствие «умной» боевой системы; если враг побеждён до того, как персонаж должен был атаковать его, то персонаж вместо того, чтобы атаковать находящихся рядом противников, переходит в защитную позицию. По мнению Этана Эйнхорна из GameNOW, единственным элементом, выделявшим бои на фоне аналогичных игр, является их графическое оформление. На сайте GameSpy отмечалось, что компания Camelot могла бы добавить значительно больше улучшений, и критиковалась долгая открывающая заставка, которая не является необходимой для игроков, знакомых с приквелом, а упоминание в ней большого количества наименований игровых мест и имён персонажей запутает новых игроков.
В Японии в первую неделю было продано около 96 000 копий игры, что сделало её бестселлером сезона. По состоянию на 21 ноября 2004 года было продано 249 000 копий в Японии и 437 000 копий в Северной Америке.